# Gianfranco Martin
Gianfranco Martin (* 15. Februar 1970 in Genua) ist ein ehemaliger italienischer Skirennläufer. Er gewann bei den Olympischen Winterspielen 1992 die Silbermedaille in der Kombination.

## Biografie
Martin gehörte von 1987 bis 1995 der italienischen Skinationalmannschaft an. Als es im Weltcup ab der Saison 1991/92 Punkte für die besten 30 gab, gewann er am 8. Dezember 1991 als 29. des Super-Gs in Val-d’Isère erstmals Weltcuppunkte. Einen Monat später erreichte er mit Platz elf in der Kombination von Garmisch-Partenkirchen sein bestes Weltcupresultat überhaupt. Abgesehen von Kombinationswertungen war ein 16. Platz in der Abfahrt von Bormio im Dezember 1993 sein bestes Ergebnis, einen Monat danach gewann er zum letzten Mal Weltcuppunkte.
Für Martin, der im Weltcup keine vordere Platzierung erreichte, war die Teilnahme an den Olympischen Winterspielen 1992 in Albertville herausragend in seiner Karriere. Mit dem Gewinn der Silbermedaille hinter seinem Landsmann Josef Polig sorgte er in der Kombination für einen italienischen Doppelerfolg. Im olympischen Super-G wurde er zudem 12., in der Abfahrt 14. Zwei Jahre später bei den Olympischen Winterspielen in Lillehammer wurde er 15. in der Kombination und 29. im Riesenslalom; 1993 hatte er bei den Weltmeisterschaften in Morioka den 17. Platz in der Kombination erzielt.
Nach Beendigung seiner aktiven Laufbahn absolvierte Martin eine Ausbildung zum Skitrainer und übernahm zeitweise das Training der italienischen Behindertenskinationalmannschaft. Martin ist Gründer des Freewhite-Ski-Teams, dessen Präsident und Technischer Direktor er ist.

## Erfolge

### Olympische Winterspiele
- Albertville 1992: 2. Kombination, 12. Super-G, 14. Abfahrt
- Lillehammer 1994: 15. Kombination, 29. Riesenslalom

### Weltmeisterschaften
- Morioka 1993: 17. Kombination

### Weltcup
- 5 Platzierungen unter den besten 20

### Italienische Meisterschaften
- Zweifacher italienischer Meister in der Kombination 1992 und 1994